# Каса-Бланка
Каса-Бланка (исп. Casa Blanca) — населённый пункт сельского типа в западной части Уругвая, в департаменте Пайсанду.

## География
Расположен в юго-западной части департамента, на берегу реки Уругвай, примерно в 10 км к югу от административного центра департамента, города Пайсанду. Абсолютная высота — 4 метра над уровнем моря.

## Население
Население по данным на 2011 год составляет 343 человека.
| Год  | Население |
| ---- | --------- |
| 1963 | 439       |
| 1975 | 419       |
| 1985 | 281       |
| 1996 | 400       |
| 2004 | 390       |
| 2011 | 343       |

Источник: Instituto Nacional de Estadística de Uruguay